# Christodule d'Alexandrie
Christodule fut patriarche melkite d'Alexandrie du 17 juin 907 au 21 novembre 932.
Il a rédigé des statuts portant essentiellement sur la discipline extérieure des fidèles. Il y donne diverses consignes, entre autres : qu'il faut entrer dans les églises déchaussé et la tête découverte ; que ceux qui communient ne doivent pas manger avant la dernière oraison de la messe ; que l'on ne doit pas célébrer de mariage en Carême.
Ces détails ont été rapportés par Renaudot dans son Histoire des patriarches d'Alexandrie.